# Stazione di Milano Lambrate (1906)
Stazione di Milano Lambrate 1931-ben bezárt vasútállomás Olaszországban, Lombardia régióban, Milánó településen.

## Vasútvonalak
Az állomást az alábbi vasútvonalak érintették:
- Milánó–Velence-vasútvonal

## Kapcsolódó állomások
A vasútállomáshoz az alábbi állomások vannak a legközelebb:
- Stazione di Milano Centrale (1864)
- Stazione di Milano Smistamento